# Yoshua Okón
Yoshua Okón (Cidade do México, 6 de outubro de 1970 ) é um artista mexicano. É o fundador das galerias de arte La Panadería, que funcionou de 1994 a 2002, e SOMA, ambas na capital mexicana.

## Trajectória
Okón estudou na Escola Nacional de Artes Plásticas -hoje Faculdade de Artes e Desenho- da Universidade Nacional Autônoma do México. Em 1993, junto com Miguel Calderón, fundou La Panadería, um espaço dedicado à experimentação artística na capital mexicana. Neste espaço de colaboração nacional e internacional, foram realizados projetos como MVC: Rádio México da artista Minerva Cuevas. Em 2002 recebeu o título de mestre em arte pela UCLA com o apoio de uma bolsa Fulbright. De 1990 a 1994 formou-se em Belas Artes pela Concordia University, em Montreal.
As suas exposições individuais incluem: Salò Island, UC Irvine, Irvine; Piovra, Kaufmann Repetto, Milão; Poulpe, Mor Charpentier, Paris; Octopus, Cornerhouse, Manchester and Hammer Museum, Los Angeles e SUBTITLE, Kunsthalle, Munich. Entre seus coletivos estão: Bienal de Gwangju, Coréia; Antes da ressaca, MUAC, México DF; Incongruous, Musèe Cantonal des Beuxa-Arts, Lausanne; O horizonte da toupeira, Beaux Arts, Bruxelas; Bienal do Mercosul, Porto Alegre; Amadores, CCA Wattis, San Francisco; Rindo em uma Língua Estrangeira, Hayward Gallery, Londres; Adaptive Behavior, New Museum, NY e Cidade do México: uma exposição sobre as taxas de câmbio de corpos e valores, MoMA PS1, NY, e Kunstwerke, Berlin.
Entre os museus que apresentam obras de Okón estão a galeria Tate Modern, o Centro Pompidou, a Coleção Jumex, o Hammer Museum, o LACMA, entre outros. Ele também é tutor de Mídia Alternativa do Fundo Nacional para a Cultura e as Artes do México.